# Gråbrödrakloster
Ett gråbrödrakloster är ett kloster, egentligen konvent, med gråbröder, alltså munkar tillhörande katolska Franciskanorden. 

## Franciskanordens historiska konvent i dåvarande Sverige
- Visby konvent, Gotland (1233- )
- Enköpings konvent, Uppland, etablerat omkring 1250
- Skara konvent, Västergötland (omnämnt 1259- )
- Gråbrödraklostret i Stockholm, Gråmunkeholmen i Stockholm (1270- )
- Sankta Klaras systerkloster  (1286– )
- Linköpings konvent, Östergötland (1287- )
- Arboga konvent, Västmanland (1200-talet- )
- Jönköpings kloster, Småland (1200-talet- )
- Nyköpings konvent, Södermanland (1200-talet- )
- Söderköpings konvent, Östergötland (1200-talet- )
- Uppsala konvent, Uppland  (1200-talet- )
- Krokeks konvent, Östergötland (omnämnt 1440- )
- Raumo konvent, Satakunta (omnämnt 1449- )
- Kökars konvent, Hamnö Åland, (troligen i mitten av 1400-talet- )
- Nylödöse konvent, Västergötland (1473- )
- Viborgs konvent, Karelen (1400-talet- )
- Växjö konvent, Småland, (1400-talet- )
- Sankta Clara kloster på Torkö

## Franciskanordens historiska konvent i dåvarande Danmark-Norge
- Gråbrödraklostret i Ribe (1232)
- Gråbrödraklostret i Köpenhamn (1238)
- Sankta Klaras kloster i Köpenhamn
- Gråbrödraklostret i Ålborg (1250)
- Gråbrödraklostret i Ystad
- Gråbrödraklostret i Trelleborg
- Gråbrödraklostret i Kalundborg
- Gråbrödraklostret i Lund
- Franciskanerklostret i Malmö
- Sankta Annas kloster, Halmstad
- Gråbrödraklostret i Købe
- Gråbrödraklostret i Nysted
- Gråbrödraklostret i Svendborg
- Franciskanerklostret i Kongahälla
- Marstrands kloster
- Sankta Clara kloster i Roskilde